# 2020 VCDL Lobby Day

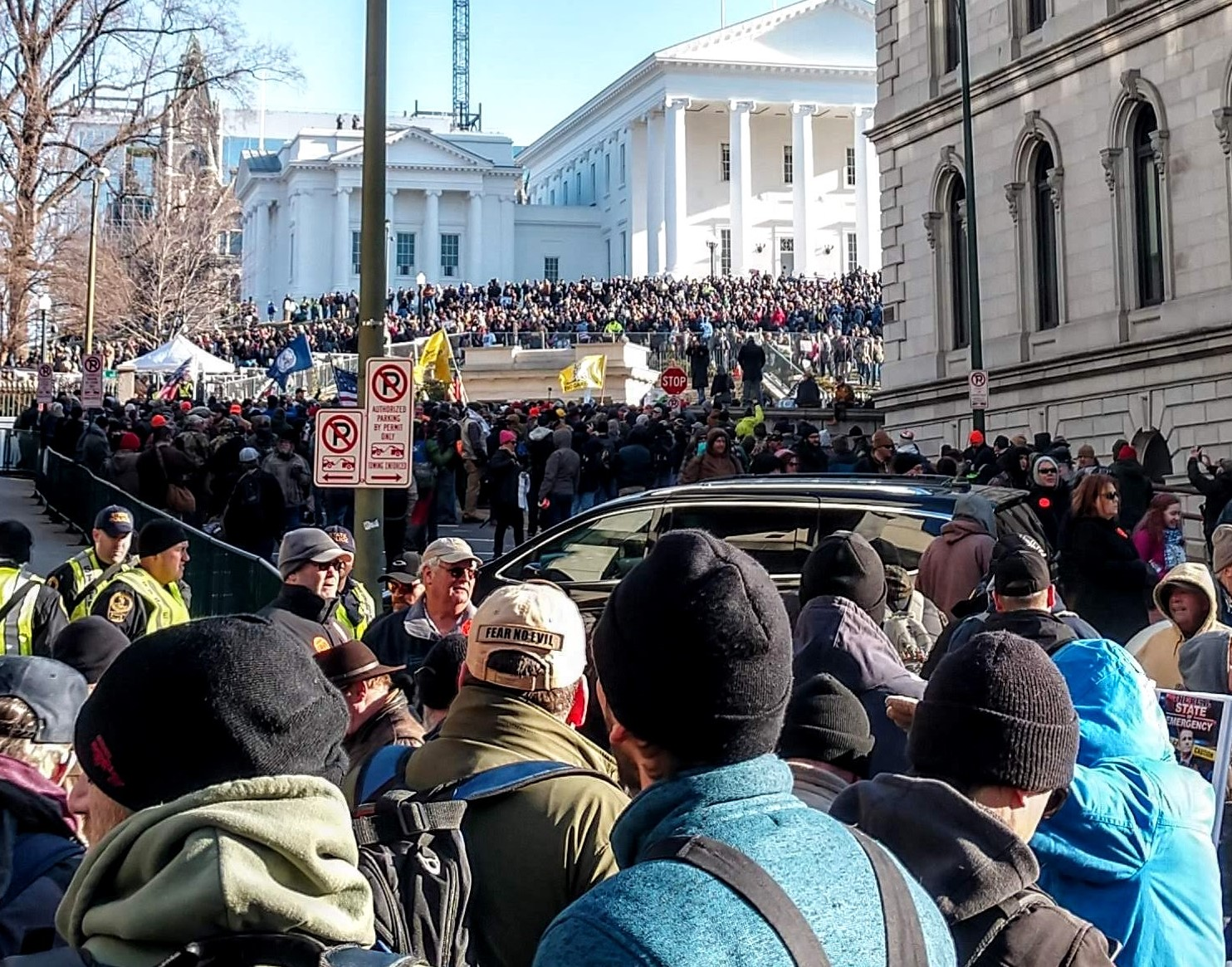
Panorâmica dos manifestantes
do "2020 VCDL Lobby Day".

O Lobby Day 2020 foi uma manifestação pacífica pelos direitos das armas que ocorreu em 20 de janeiro de 2020 no Virginia State Capitol, em Richmond, Virgínia. O comício foi uma extensão do movimento conhecido como "Second Amendment Sanctuary" e foi organizado pela Virginia Citizens Defense League. O medo da violência por parte de neonazistas infiltrados, levou o governador da Virgínia a declarar estado de emergência antes do evento.

## Antecedentes
O "Virginia's Lobby Day" é um evento anual, realizado no "Martin Luther King Day" e criado pela Virginia Citizens Defense League. A manifestação anual começou há cerca de 17 anos. O comício de 2020 recebeu atenção internacional e um comparecimento maior do que nos anos anteriores porque uma maioria democrata na Câmara de Delegados da Virgínia e no Senado estadual foi eleita em 2019, ao lado do governador democrata Ralph Northam, juntamente com temores da aprovação de legislação de controle de armas mais rígidas que estavam pendentes. O presidente Donald Trump também reconheceu o evento, e afirmou que a Constituição dos Estados Unidos estava "sob ataque muito sério" no estado da Virgínia.

## Estado de emergência
O governador Ralph Northam recebeu um aviso prévio de que "milícias de fora do estado e grupos de ódio" planejavam comparecer ao evento para "intimidar e causar danos" aos manifestantes, o que o levou a declarar estado de emergência antes do evento.
Três membros do grupo neonazista "The Base" - dos quais eram hostis às crenças dos manifestantes - foram presos pelo FBI dias antes do evento. De acordo com documentos do FBI, os três membros estavam discutindo "o planejamento da violência em um evento específico na Virgínia, agendado para 20 de janeiro de 2020".

## Demonstração
Foi relatado que 22.000 pessoas estiveram presentes na manifestação, menos da metade do número de participantes previsto pelos organizadores. Os oradores do evento incluíram a senadora estadual republicana Amanda Chase, o delegado republicano Nick Freitas e o delegado republicano John McGuire. O evento transcorreu de forma pacífica.